# Norberto José Maria Espírito Santo

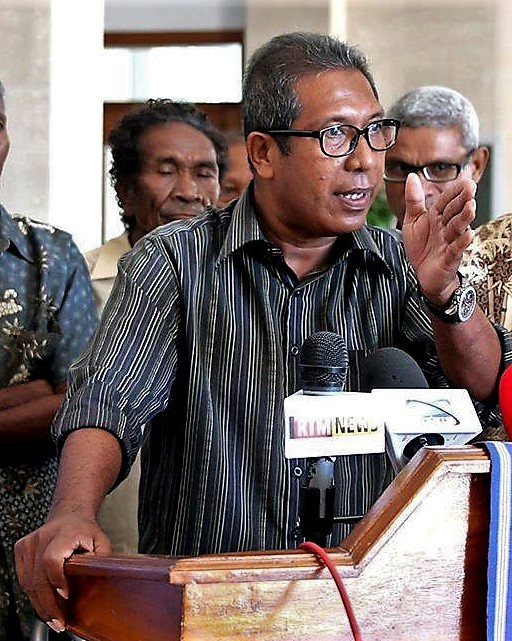
Norberto José Maria Espírito Santo (2019)

Norberto José Maria Espírito Santo ist ein Politiker aus Osttimor. Er ist Mitglied der FRETILIN.
Espirito Santo kandidierte bei den Wahlen 2001 auf Platz 50 der FRETILIN-Liste für die Verfassunggebende Versammlung, aus der mit der Entlassung in die Unabhängigkeit am 20. Mai 2002 das Nationalparlament Osttimors wurde. Da die FRETILIN aber 12 Distriktmandate und nur 55 Sitze insgesamt gewann, gelang Espirito Santo der Einzug zunächst nicht. Erst als Abgeordnete auf ihren Sitz verzichteten, weil sie Regierungsämter übernahmen oder aus anderen Gründen, rückte Espirito Santo als dritter Ersatzabgeordneter in die Verfassunggebende Versammlung nach.
2005 verursachte Espirito Santo einen Eklat, als ihn der PSD-Abgeordnete João Mendes Gonçalves die Nutzung eines Regierungsfahrzeuges vorwarf, mit dem Espirito Santo zu einer Beerdigung  in Baucau gefahren sein soll. Espirito Santo soll daraufhin wütend auf einen Tisch geschlagen und einen Stuhl nach Gonçalves geworfen haben. Danach wurde Espírito Santo aus dem Parlament geführt. Es war der erste Fall von einem Ausbruch physischer Gewalt zwischen Abgeordneten im osttimoresischen Parlament. Vize-Parlamentspräsident Jacob Fernandes (FRETILIN) erklärte, solche Vorwürfe sollten vorher geprüft werden, bevor man sie erhebe und dass die Reaktion Espírito Santos darauf normal sei.
Bei den Parlamentswahlen in Osttimor 2007 trat Espirito Santo nicht mehr an.
Espírito Santo ist Mitglied des Conselho dos Combatentes da Libertação Nacional (CCLN).